# Eupithecia coniurata
Eupithecia coniurata es una especie de polilla de la familia Geometridae. La especie fue descrita por primera vez por András Mátyás Vojnits habiendo sido descrito en 1979, con distribución en China. El holotipo de la especie fue descrita en los alrededores de Li-kiang, al norte de la provincia de Yunnan.
E. avara es una especie gris pálida, de tamaño pequeño, con una envergadura alar de 15 milímetros (0,6 plg).